# Щоголєва Тетяна Миколаївна
Щоголєва Тетяна Миколаївна (9 лютого 1982) — радянська баскетболістка.
Бронзова призерка Олімпійських Ігор 2004, 2008 років.